# HESA Saeqeh
El Saeqeh (en persa: صاعقه, "Rayo") es un avión de combate monoplaza iraní. Se trata de la versión mejorada del avión de combate Azarakhsh, pero con características propias de los cazas de cuarta generación. El Saeqeh entró en servicio a la Fuerza Aérea Iraní el 20 de septiembre de 2007.

## Historia
El primer prototipo del avión fue mostrado en la televisión estatal haciendo un vuelo de pruebas en julio de 2004. De acuerdo con la traducción realizada por el Instituto de investigaciones de medios de comunicación en el Oriente Medio (MEMRI) de una transmisión de la Red de Noticias de la República Islámica de Irán (IRINN), el Saeqeh se convirtió en una aeronave operacional el 6 de septiembre de 2006 cuando este participó en un ejercicio militar del tipo juego de guerra conocido en Occidente como "Blow of Zolfaqar". En aquel ejercicio, el cual comenzó el 19 de agosto de 2006, el nuevo caza realizó acciones descritas como "una misión para bombardear blancos virtuales, y "una misión de bombardeo simulado". Dos prototipos, los cuales parecen diferir de aquel que fue mostrado previamente, realizaron un vuelo de pasada en el Aeropuerto Mehrabad en Teherán el 20 de septiembre de 2007. Tres prototipos tomaron parte de un desfile militar el 22 de septiembre de 2007.
Irán ha anunciado que probará en vuelo la tercera generación en el futuro cercano. Hassan Parvaneh, el ejecutor del proyecto, dijo el 20 de septiembre de 2007 que la manufactura de la tercera generación del Saeqeh estaba encaminada y agregó que el nuevo tipo diferirá de las generaciones previas debido a importantes cambios en sus sistemas de armas, aerodinámica y alcance operacional.
Poca información sobre las especificaciones del Saeqeh han sido divulgadas. El Comandante de la Fuerza Aérea de la República Islámica de Irán, el Brigadier-General Ahmad Mighani, dijo que el Saeqeh está actualizado en términos de equilibrio aerodinámico y en la posesión de sistemas de misiles y de radar. El Director Administrativo de la Organización de Aviación del Ministerio de Defensa y Logística de las Fuerzas Armadas, Majid Hedayat, describió al Saeqeh como un avión de combate y logístico con alta capacidad de maniobrabilidad y de ataque a blancos cercanos. Esto lleva a pensar que el Saeqeh está concebido para realizar roles de ataque al suelo.
El Saeqeh ha sido oficialmente descrito como similar al caza F/A-18 de EE. UU., aunque no está claro si esta semejanza corresponde a la capacidad que tiene aquel avión o simplemente por su apariencia. El F/A-18 fue un desarrollo del YF-17, el cual a su vez deriva del F-5.
El Saeqeh no corresponde a un caza de quinta generación como ha sido erróneamente sugerido. El Ministro de Defensa iraní, Brigadier-General Mostafa Mohammad Najjar, anunció que el Ministerio de Defensa ha comenzado a diseñar tal avión el 6 de agosto de 2007, el cual no podría ser el Saeqeh debido a que este ya había volado para aquella fecha.

## Desarrollos relacionados
- Estados Unidos: Northrop F-5
- Irán: HESA Azarakhsh

## Aeronaves similares
- Estados Unidos: Northrop F-20 Tigershark
- Estados Unidos: Northrop YF-17
- China: Nanchang Q-5

- Datos: Q1469226
- Multimedia: HESA Saegeh / Q1469226